# Forte Belvedere
Il Forte Belvedere, nome comune della fortezza di Santa Maria in San Giorgio del Belvedere, è una delle fortezze di Firenze, oltre a un celebre punto panoramico e pregevole opera architettonica della città. Posto nel punto più alto della collina di Boboli, vi si accede dalla costa San Giorgio, da via Belvedere o da via San Leonardo, ed è costeggiata dalla via del Forte di San Giorgio.
Il complesso appare nell'elenco redatto nel 1901 dalla Direzione Generale delle Antichità e Belle Arti, quale edificio monumentale da considerare patrimonio artistico nazionale.

## Storia e descrizione

### Preesistenze

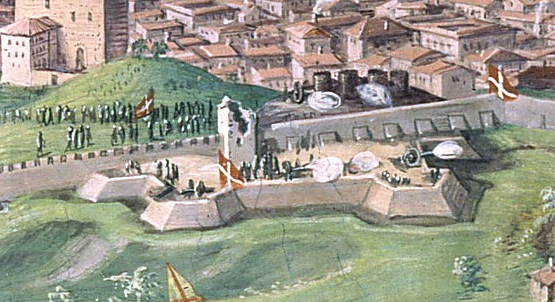
Preesistenze del forte nell'affresco dell'Assedio di Firenze dello Stradano in palazzo Vecchio

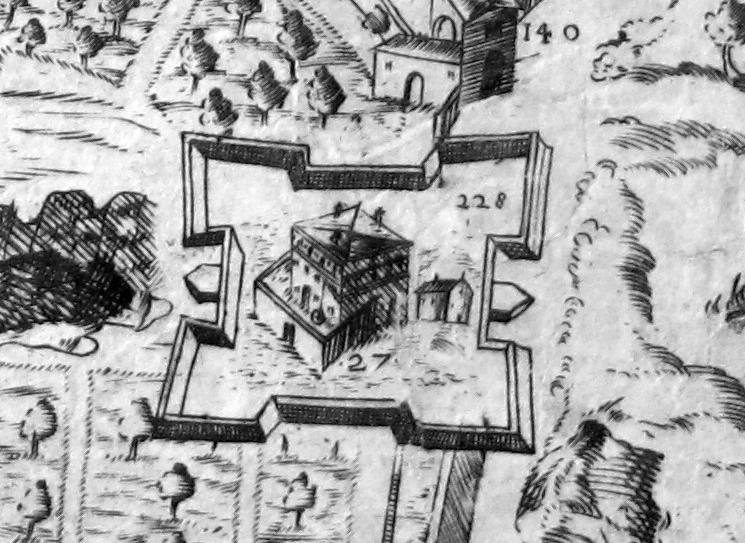
Il forte nella pianta del Buonsignori (1584)

In questo sito già il duca d'Atene aveva pensato a una fortificazione militare, e anche ai tempi dell'assedio di Firenze Michelangelo Buonarroti, responsabile delle fortificazioni per la rinata Repubblica, aveva individuato questo luogo come di grande importanza strategica, facendo realizzare dei bastioni in terra e gabbioni, come si vede nell'accurato affresco dell'Assedio dello Stradano nella sala di Clemente VII in Palazzo Vecchio.

### Epoca medicea

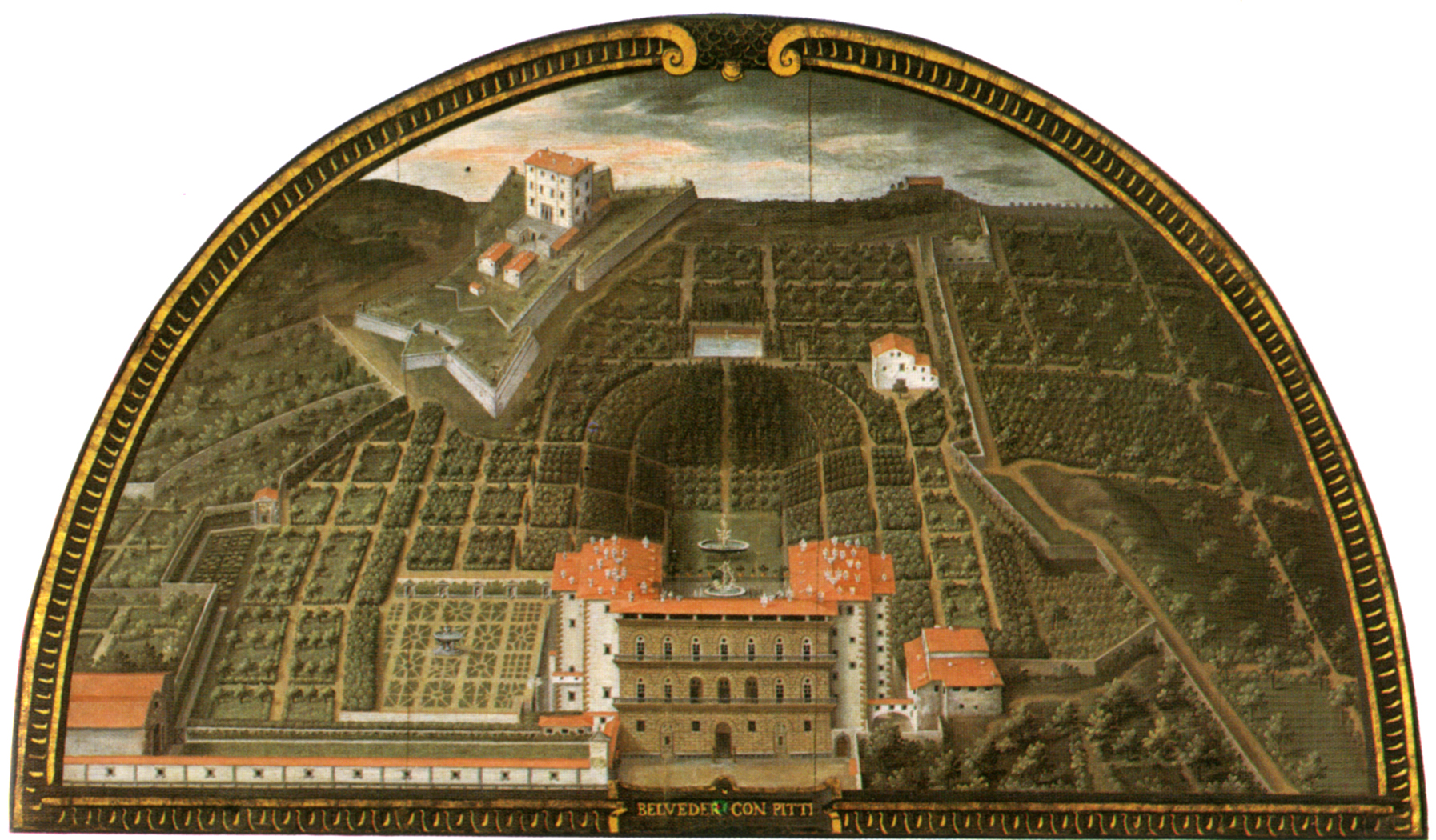
Il Forte Belvedere che domina il giardino di Boboli e palazzo Pitti nella lunetta di Giusto Utens (1599, conservata a villa La Petraia)

La costruzione in questo sito dovette avviare dalla palazzina centrale, riferibile al settimo decennio del Cinquecento e comunque precedentemente alla pianta di Firenze disegnata da Stefano Buonsignori (1584) dove già appare delineata. Interpretando la fabbrica nel contesto dei lavori di ampliamento di palazzo Pitti (svincolata dal complesso del forte appare in effetti come elemento posto al limitare della proprietà in posizione dominante e consona ad abbracciare con un solo sguardo il palazzo e il suo giardino) e tenendo presente come i documenti indichino una sostanziale condivisione di operai e manovali tra questo cantiere e quello del forte vero e proprio avviato qualche decennio dopo, appare tuttavia ben più probabile una direzione dei lavori anche di questo primo nucleo riconducibile a Bartolomeo Ammannati.
Le fortificazioni vere e proprie furono realizzato tra il 1590 e il 1591 per volontà del granduca Ferdinando I de' Medici, figlio di Cosimo I, con dedica alla Madonna (la protettrice di Firenze assiema a san Giovanni Battista, a cui era dedicata la Fortezza da Basso) e a san Giorgio, per la vicinanza con porta San Giorgio; tuttavia la fortezza fu presto detta del Belvedere, per la spettacolare vista sulla città e sulla campagna. Il progetto e la realizzazione furono affidati a Bernardo Buontalenti, architetto di corte, in collaborazione con don Giovanni de' Medici e Alessandro Pieroni.  La cerimonia della posa della prima pietra è ricordata con dovizia di particolari dal cronista contemporaneo Agostino Lapini e, più sinteticamente, da Filippo Baldinucci che, nelle notizie raccolte su Bernardo Buontalenti, così scrive: "Fu anche fatta in Firenze, con suo disegno ed assistenza, la bellissima fortezza di Belvedere sopra il monte a San Giorgio, per guardia della città e palazzo serenissimo, della quale alla presenza del granduca, con isparo e salva dell'altre fortezze, dal vescovo d'Arezzo, dopo la celebrazione della messa dello Spirito Santo, fu posta la prima pietra agli 28 del mese d'ottobre dell'anno 1590". 
Al contrario della fortezza da Basso, la cui costruzione fu iniziata in un momento storico nel quale i Medici volevano innanzi tutto difendersi dalle spinte repubblicane della città stessa, questo forte nasceva nel momento in cui Ferdinando si sentiva ormai al sicuro come granduca della già riottosa città, ed aveva perciò molteplici scopi: proteggere la sede del governo, Palazzo Pitti, proteggere la zona sud della città e più in generale tutto l'Oltrarno, dimostrare con la sua maestosità tutta la potenza medicea e infine garantire un rifugio per il granduca anche da eventuali sommosse: la fortezza rappresentava infatti l'ultima tappa del Corridoio vasariano che collegava palazzo Vecchio a palazzo Pitti con un percorso sospeso, via Boboli, tramite un suggestivo intreccio di passaggi, appartamenti, corridoi, ponti e giardini. La fortezza era inoltre probabilmente stata prevista come repositorio del tesoro di famiglia dei Medici, poiché è stato recentemente riscoperto un antro realizzato in fondo ad un profondo pozzo scavato nella collina dall'interno della palazzina centrale. La cripta era protetta anche da trappole mortali collegate al congegno di apertura nel caso qualcuno avesse cercato di forzarla.
Il Forte Belvedere doveva rappresentare l'estremo rifugio per i Medici in caso di attacco o sommossa, raggiungibile velocemente da entrambe le sponde dell'Arno, grazie al Corridoio vasariano. Per questo vi avevano pensato anche a un segretissimo "forziere" in cui nascondere, se necessario, i propri inestimabili tesori. Della stanza del tesoro si favoleggiò per secoli e recentemente si è scoperto che essa esiste davvero. Vi si accede da una stretta scala che ha i gradini in parte di legno, in modo da poterli tirare su, come un ponte levatoio. Le porte di accesso erano protette da meccanismi collegati ad archibugi, in modo che venisse sparato a chi tentasse di forzarle. Inoltre un trabocchetto nascondeva un pozzo con lame affilate. Come estremo espediente contro i ladri c'era la possibilità di allagare la camera dall'alto, così che chi vi si trovasse sarebbe morto affogato. 
Non si sono trovate mai tracce invece delle due gallerie sotterranee che dovevano collegare il forte con la villa di Poggio Imperiale e con palazzo Pitti: quest'ultima doveva addirittura arrivare fino al Lungarno Torrigiani, da dove un altro tunnel doveva passare sotto l'Arno, fino alla Fortezza da Basso.
L'architetto si attenne ai principi teorici della fortificazione alla moderna, in particolare in luogo del fronte bastionato Buontalenti progettò un avveniristico (per l'epoca) fronte tanagliato, soprattutto nel lato rivolto all'esterno, ispirandosi ai disegni di Antonio da Sangallo il Giovane per le fortificazioni di Castro.
Posta alla sommità del colle a diretto contatto col giardino di Boboli, la fortezza ha in effetti una complessa articolazione planimetrica riconducibile sostanzialmente a una pianta stellare, con due fronti bastionati (verso nord e verso sud) e tanagliati (a est e a ovest), e si adatta alla variazione altimetrica con una disposizione a due livelli. Vi si accede dal lato est, per un portale aperto fra due bastioni della cortina (già tamponato e nuovamente reso accessibile con gli ultimi restauri), coronato da un grande stemma mediceo. Oltre questo è una ripida rampa cordonata e voltata a botte, un tempo utilizzata per trainare carri, cannoni e masserizie fino al terrazzamento superiore, che precede la palazzina di Belvedere o del Comandante per il quale si veda alla scheda dedicata. I terrazzamenti sono in parte rivestiti di manto erboso. In quello posto a nord, a guardare la città, è un passaggio coperto che conduce alle rampe ricavate a inizio dell'Ottocento nel contrafforte detto della Diamantina, oggi utilizzato come collegamento con il giardino di Boboli. 
Come in altre opere del Buontalenti, l'originalità del Forte Belvedere, fortezza "urbana" che quindi doveva presentare finiture di prestigio, si manifesta nei dettagli unici della costruzione sia della fortificazione che della villa interna, l'elegante e bianco palazzetto del Belvedere a tre piani che domina l'intera costruzione, non si adattava ai principi militari cui il resto del forte obbedisce, ma anzi coi suoi muri bianchi da "villa medicea" costituisce un segnale visibile della dominazione medicea. 
L'edificio centrale servì infatti da residenza del granduca in tempi insalubri, come durante l'epidemia di peste del 1630. Federico Fantozzi (1843) precisò: "Ferdinando II se ne valse d'asilo nella pestilenza, che per quattro mesi infierì nella città l'anno 1630, mietendo 6921 de' suoi abitanti. Occupa un'area di braccia 52,846 ed ha una circonferenza di braccia 1242. Meritano osservazione il palazzino, il pozzo incavato nel sasso, ed una scala che discende ove si custodiva il tesoro mediceo, la porta del quale era congegnata in modo da ucciderne chiunque si provasse ad aprirla senza conoscerne il segreto". Unico espediente difensivo era che i piani superiori fossero accessibili solo attraverso un'unica entrata, una scala strettissima ricavata all'interno della muratura, facilmente sbarrabile in caso di pericolo. 
"Le nitide superfici intonacate, tese tra gli angolari di pietra forte, sono forate da aperture simmetriche, disposte con acuta sensibilità alla peculiare caratteristica del luogo, il 'bel vedere'. Al piano terreno si aprono, al centro delle fronti lunghe, due logge architravate passanti, e le due vedute che se ne godono 'equivalgono quasi ad una scena cambiata': sul modo urbano e su quello agreste. Ai piani superiori l'allineamento di porte e finestre ripropone fugaci e mutevoli scorci. [...] L'orologio che corona la facciata nord è aggiunta settecentesca". 
Per quanto riguarda le finestre si noti come queste non siano posizionate in ragione degli assi mediani delle specchiature laterali della facciata, ma su assi marginali, e decrescano di ampiezza dal primo all'ultimo piano, secondo un gusto prettamente manierista che volutamente rifugge dalle regole classiche. 

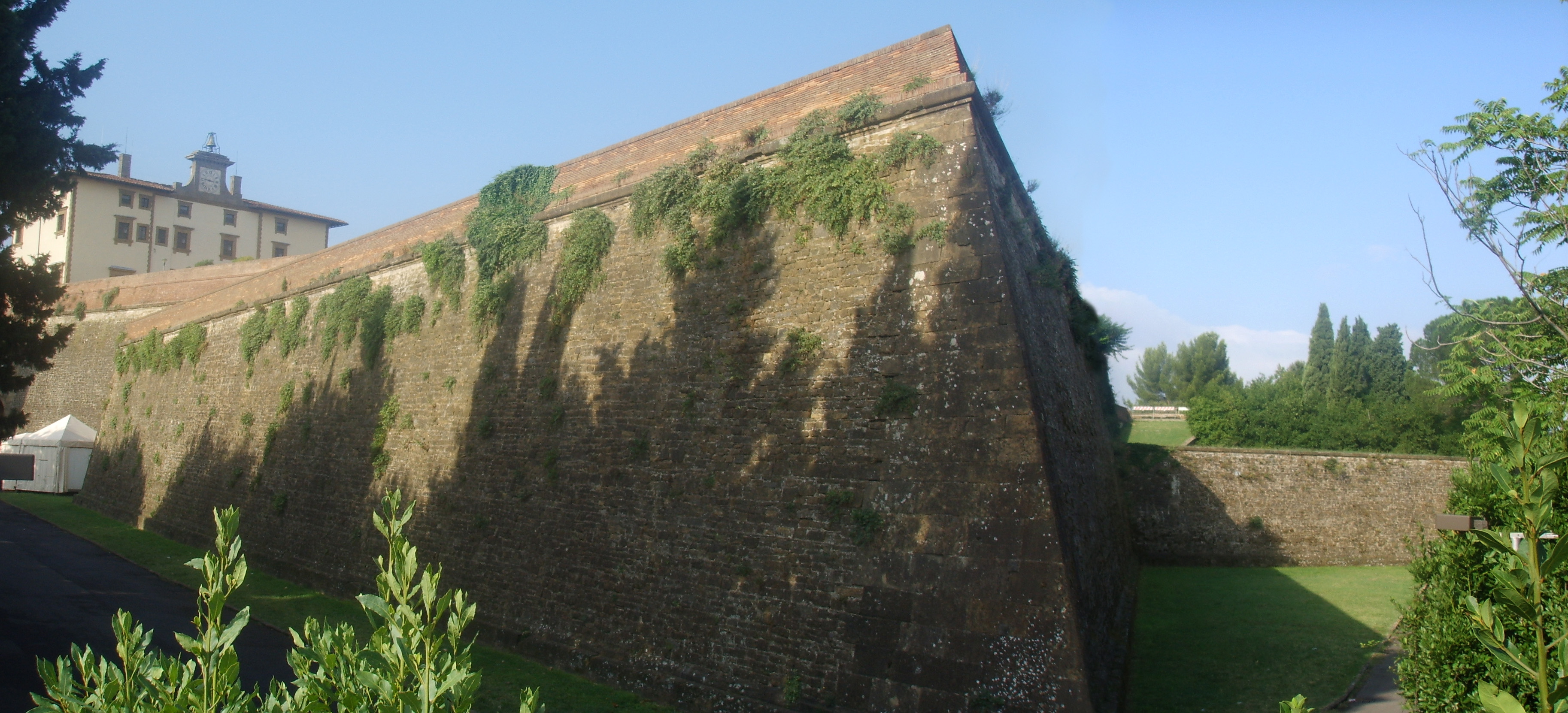
Un bastione

### Epoca lorenese

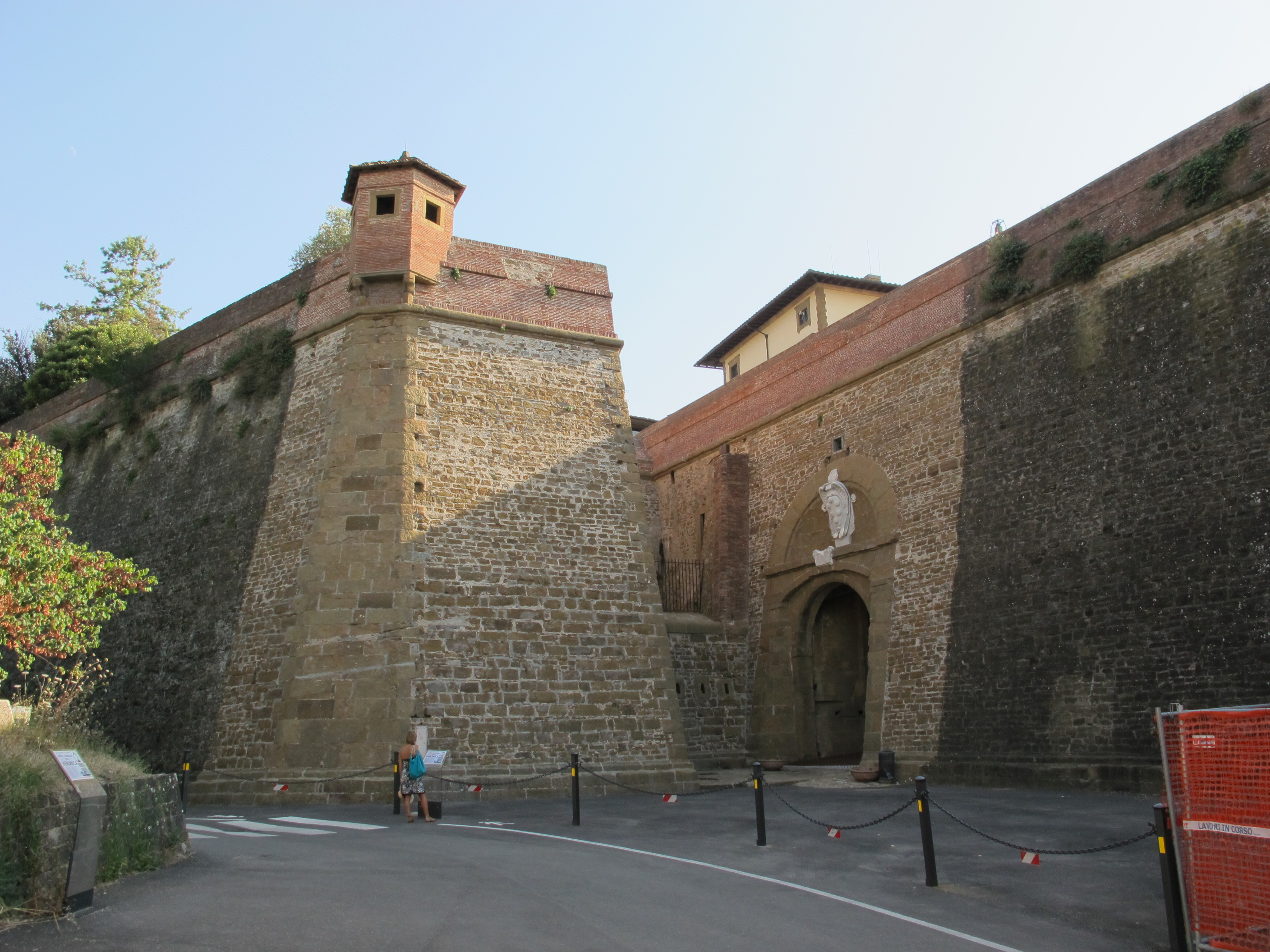
Bastione all'entrata

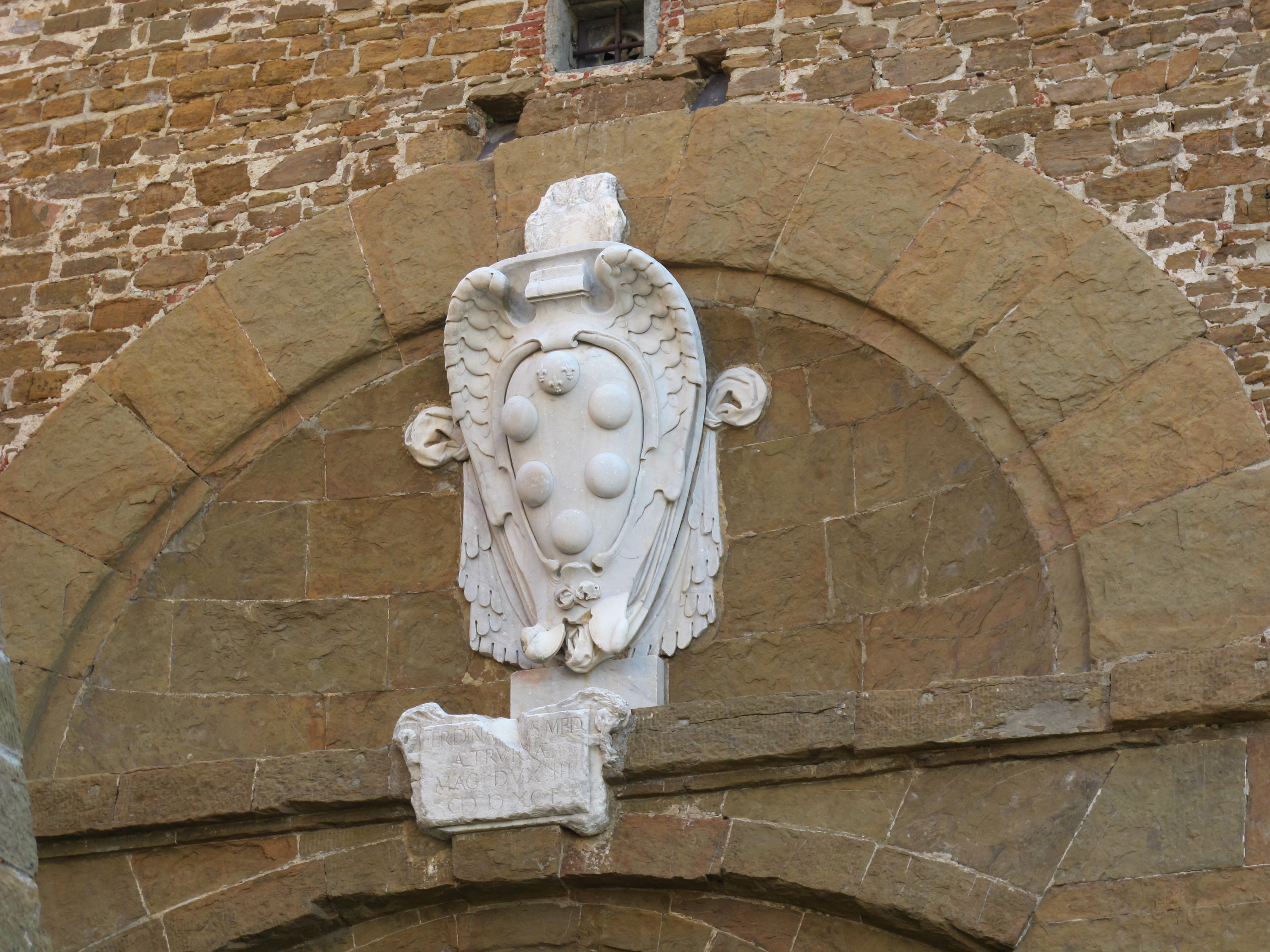
Stemma dei Medici all'entrata

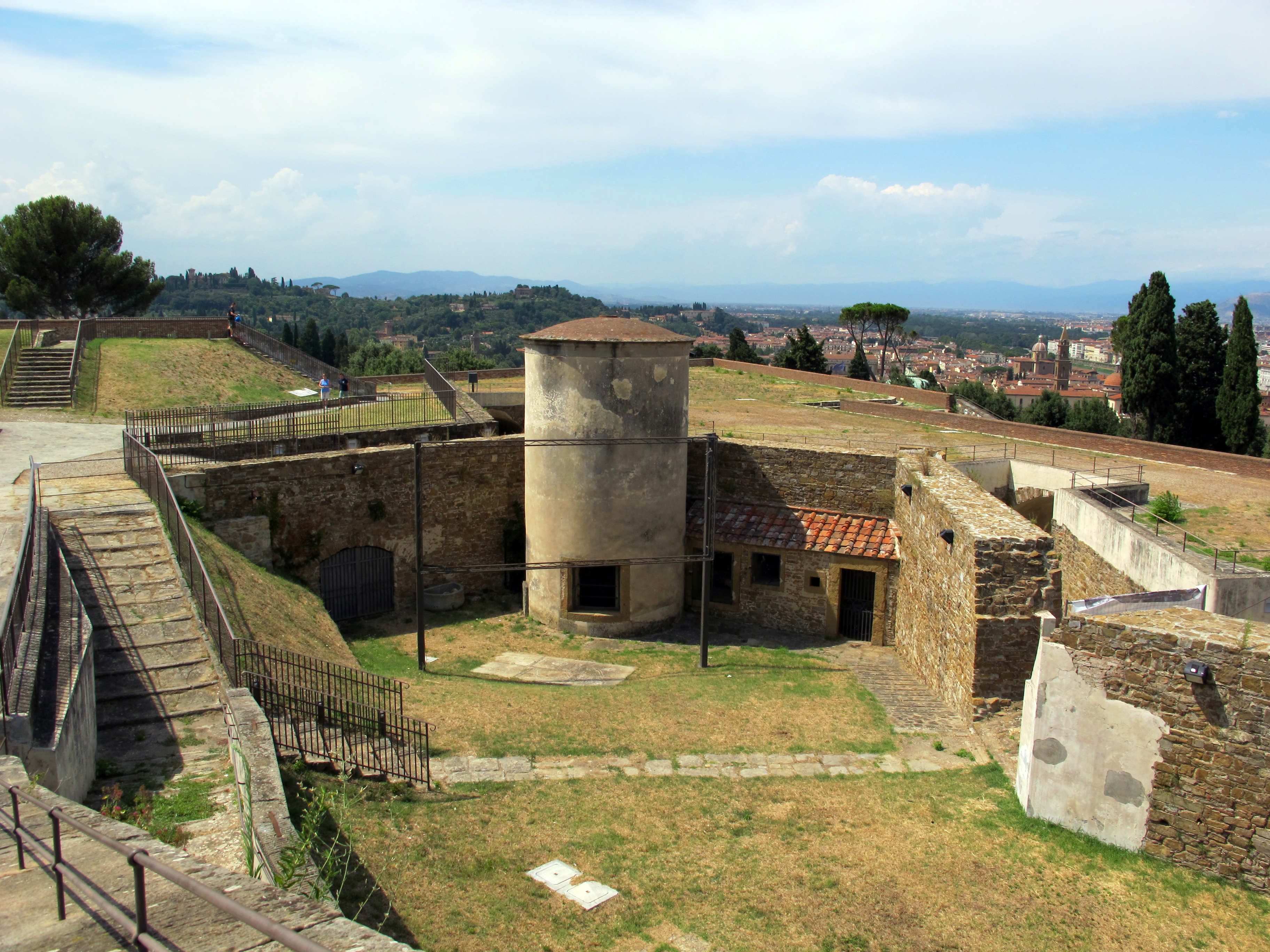
Terrazze sui bastioni

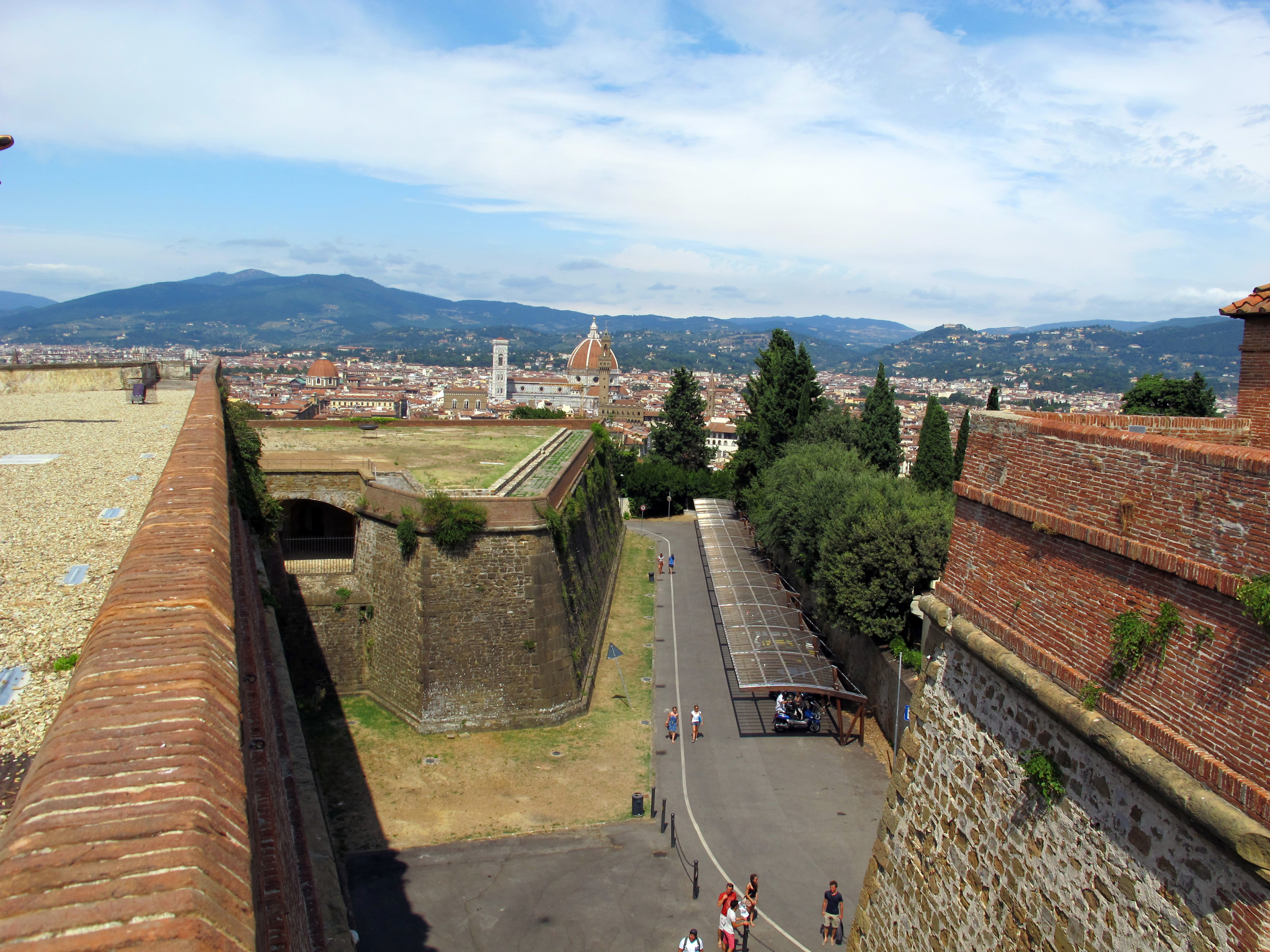
Vista dai bastioni

Per oltre un secolo dalla costruzione il forte fu presidiato dalle ronde dei soldati che vigilavano sugli spalti. Fu poi il granduca Pietro Leopoldo che a fine Settecento, avendo praticamente liquidato l'esercito toscano, aprì ai suoi sudditi l'impareggiabile balcone su Firenze: il forte non ha mai subito un assedio, né le sue artiglierie hanno mai sparato un colpo in un'azione bellica. Le cannonate a salve del Forte annunciavano solo il mezzogiorno, tanto che per i fiorentini quel frastuono era bonariamente chiamato "il cannone delle pastasciutte".
Dopo il 1859, cessato ormai l'uso militare, il complesso fu reso meglio accessibile al pubblico con la costruzione della rampa che sbocca sul terrapieno detto di Santo Spirito, accantonando, probabilmente per le difficoltà di portare a compimento l'opera, un iniziale ordine di smantellamento, motivato dalla notizia che il granduca Leopoldo II, prima di essere cacciato da Firenze, avrebbe voluto cannoneggiare da qui la città per reprimere i moti risorgimentali (la demolizione avrebbe quindi avuto l'obiettivo di impedire che la fortezza potesse essere utilizzata non per difesa ma per offesa).

### Uso militare e restauro
Nuovamente adibita a caserma fu sede della milizia contraerea durante l'ultimo conflitto mondiale. Passata al demanio civile nel 1954 fu a partire dall'anno successivo oggetto di un importante e complesso cantiere di restauro curato dalla Soprintendenza ai Monumenti con la direzione di Nello Bemporad, a spese dell'Azienda Autonoma del Turismo. In occasione dell'intervento furono rimosse notevoli masse di terra addossate ai bastioni e abbattute alcune costruzioni reputate non attinenti al progetto originario, nell'intento di restituire alla fabbrica l'originaria stereometria. 
Passata al demanio civile nel 1954 fu a partire dall'anno successivo oggetto di un importante e complesso cantiere di restauro curato dalla Soprintendenza ai Monumenti con la direzione di Nello Bemporad, a spese dell'Azienda Autonoma del Turismo. In occasione dell'intervento furono rimosse notevoli masse di terra addossate ai bastioni e abbattute alcune costruzioni reputate non attinenti al progetto originario, nell'intento di restituire alla fabbrica l'originaria stereometria.
| L'AZIENDA DEL TVRISMO MARIO GOBBO PRESIDENTE RESTITUVÌ QVESTO LVOGO ALLA BELLEZZA ORIGINARIA E ALL'VNIVERSALE AMMIRAZIONE A. D. MCMLVII LA SOPRINTENDENZA AI MONVMENTI ESEGVÌ I LAVORI |

### Sede per mostre ed eventi
I lavori, terminati nel 1957 (si veda la targa collocata negli spazi interni della palazzina che tuttavia non tiene conto di ulteriori interventi alla casermetta protrattisi fino al 1961), consentirono l'apertura al pubblico del complesso, utilizzato per esposizioni (memorabili quelle del 1972 dedicata a Henry Moore, quella del 1978 di Dani Karavan, quella del 1984 dedicata ad Arnaldo Pomodoro, quella dedicata alle autovetture Ferrari nel 1990 o quella delle sculture di Fernando Botero nel 1991) ed eventi vari e comunque ben presto diventato una delle mete turisticamente più suggestive della città in ragione del panorama che - come già accennato - da qui si gode. Spesso, al termine di quelle mostre, gli artisti donarono un'opera a Firenze o al suo territorio, per cui molti arredi urbani di altissimo pregio sono legati ancora oggi a quegli eventi (si pensi alla Forma squadrata con taglio di Moore a Prato, o al Piccione di Botero a Peretola).
Chiusa nuovamente nel 2000 per lavori di messa in sicurezza (progetto e direzione dei lavori dell'ingegnere Giancarlo De Renzis) e riaperta nel 2004, la struttura fu al centro delle manifestazioni estive di quegli anni, con aperture serali e l'esposizione, tra l'altro, della Collezione Alberto della Ragione (2006). Tuttavia il forte fu purtroppo scenario di due incidenti mortali in occasione di manifestazioni notturne nel 2006 e nel 2008, causati dall'altezza dei parapetti inferiore a quella minima prevista e dall'illuminazione che, funzionale a creare effetti di grande suggestione, al tempo risultava inadatta a garantire la sicurezza delle persone. 

## Mostre d'arte
In anni recenti, il Forte Belvedere è stato riaperto al pubblico tra l'8 luglio e il 13 ottobre 2013, con la mostra dell'artista cinese Zhang Huan L'anima e la materia - Soul and Matter. Dal 5 luglio al 5 ottobre 2014 ha ospitato la mostra di Giuseppe Penone "Prospettiva vegetale.
Dal 26 aprile al 27 settembre 2015 è stata la volta di Human, mostra dell'artista inglese Antony Gormley.
Dal 14 maggio al 2 ottobre 2016 vi è stata allestita la mostra Spiritual Guards dell'artista belga Jan Fabre. Dal 2 giugno al 1º ottobre 2017 è stata la volta della grande collettiva YTALIA. Energia Pensiero Bellezza, con opere di Mario Merz, Giovanni Anselmo, Jannis Kounellis, Luciano Fabro, Alighiero Boetti, Giulio Paolini, Gino De Dominicis, Remo Salvadori, Mimmo Paladino, Marco Bagnoli, Domenico Bianchi. Dal 2 giugno al 14 ottobre 2018 gli spalti e la palazzina del Forte hanno ospitato Gong, antologica dedicata a Eliseo Mattiacci. Dal 29 giugno al 20 ottobre 2019 ha ospitato il fotografo Massimo Listri con la mostra A perfect day e l'artista Davide Rivalta con l'esposizione My Land.